# Ḍād
Ḍād (in arabo ضاد‎? /dˁɑːd/) è la quindicesima lettera dell'alfabeto arabo. Nella numerazione abjad essa può assumere due valori: 800 nella variante orientale, 90 in quella occidentale (propria, cioè, del Maghreb).

## Origine
Ḍād è una delle sei lettere dell'alfabeto arabo che rappresentano delle versioni diverse di altre lettere. Questo fu dovuto al fatto che le 22 lettere originarie (derivanti dagli alfabeti nabateo o siriaco, a seconda delle interpretazioni) non erano sufficienti a rappresentare tutti i fonemi della parlata araba.
Essa rappresenta una diversa versione della lettera ṣād.

## Fonetica
Si tratta di una delle quattro consonanti (ظ, ط, ض, ص) dette enfatiche dall'arabistica tradizionale; la linguistica utilizza invece il termine faringalizzate, perché la radice della lingua comprime la faringe durante la pronuncia della consonante.
La presenza delle quattro consonanti enfatiche comporta inoltre uno scurimento della vocale cui sono associate a causa di un fenomeno di assimilazione. Molto evidente è l'assimilazione della vocale di timbro a che viene attratta nella pronuncia posteriore fino a diventare /ɑ/ o /ɒ/.
Foneticamente corrisponde all'occlusiva alveolare sonora faringalizzata ([dˤ]). In ciò è simile alla lettera dāl, ma a differenza di quest'ultima è faringalizzata. In molte regioni di lingua araba (in particolare in quasi tutto il Nordafrica) la sua pronuncia non è occlusiva ma fricativa ([ðˁ]).
Presso gli arabi questo suono è considerato particolarmente caratteristico della loro lingua, per cui a volte fanno riferimento ad essa con la perifrasi "la lingua del ḍād" (in arabo لغة الضاد ‎?, luġat aḍ-ḍād). È un dato di fatto che questo suono, da molti considerato "protosemitico" sia conservato, in ambito semitico solo dall'arabo e da pochissime altre lingue. L'ebraico, l'aramaico e perfino l'antico accadico presentano altri suoni. Si veda per esempio la parola per "terra": arabo arḍ, accadico erṣetu, ebraico ereṣ, aramaico arʕa.

## Scrittura e traslitterazione
Graficamente si distingue dalla lettera ṣād esclusivamente dal punto che la sovrasta.
Ḍād viene scritta in varie forme in funzione della sua posizione all'interno di una parola:
| Forma isolata | Forma finale | Forma intermedia | Forma iniziale |
| ﺽ             | ـﺾ…          | …ـﻀـ…            | …ﺿـ            |

Nella traslitterazione dall'arabo è comunemente associata a ḍ.

## Sintassi
Ḍād è una lettera solare. Ciò significa che quando ad una parola che inizia con questa lettera bisogna anteporre l'articolo determinativo (ال alif lām, al), è necessario pronunciarlo come se al posto della lettera lām ci fosse una seconda ḍād.